# Elizabethtown, Illinois
Elizabethtown är administrativ huvudort i Hardin County i den amerikanska delstaten Illinois. I Elizabethtown finns det äldsta hotellet i Illinois, Rose Hotel.